# Cyrtandra connata
Cyrtandra connata är en tvåhjärtbladig växtart som beskrevs av Jean Nadeaud. Cyrtandra connata ingår i släktet Cyrtandra och familjen Gesneriaceae. Inga underarter finns listade i Catalogue of Life.